# Де Вос, Пауль
Пауль де Вос (нидерл. Paul de Vos; 1590-е, Хюлст, Зеландия или Хюлст, Зеландия — 30 июня 1678[…], Антверпен, Брабант) — фламандский художник-анималист.

## Происхождение
Выходец из художественной семьи. Младший брат Корнелиса де Воса (1585—1651), шурин Франса Снейдерса (1579—1657), свояк Яна Вильденса (1586—1653). Франс Снейдерс, в свою очередь, был учеником Питера Брейгеля Младшего (1564—1638) и Хендрика ван Балена (т.е. во втором случае имел общего учителя с Ван Дейком (1599—1641)), а сам Пауль де Вос в течение своей карьеры тесно сотрудничал не только со Снейдерсом и Вильденсом, но также с Ван Дейком и Рубенсом (1577—1640). Таким образом, семья Де Восов находилась в эпицентре тогдашней художественной жизни. 
В то же время, братья Корнелис и Пауль не были потомственными художниками. Они родились в маленьком городе Хюлст (ныне провинция Зеландия, Нидерланды), а в 1596 году их отец переехал с семьёй в Антверпен. Там, начиная с 1604 года, Пауль де Вос обучался у ряда малоизвестных живописцев: сперва у Д. ван Хове, затем (со следующего, 1605 года) у Давида Ремеуса (вместе с братом), наконец у Эдуарда Снайерса. Наконец, он стал учеником Франса Снейдерса, который женился на его сестре-красавице Маргарите, и это стало поворотным моментом в карьере юноши. К 1620 году Пауль де Вос завершил своё обучение в качестве подмастерья и присоединился к антверпенской гильдии Святого Луки (гильдии художников) в качестве полноправного живописца.
Де Вос составил себе славу, как художник-анималист, мастер изображения животных, а также натюрмортов с битой дичью и сцен охоты. Помимо создания многочисленных собственных картин, де Вос часто привлекался своими коллегами к сотрудничеству для изображения животных на их картинах. Так, Вос и Снейдерс вместе помогали Рубенсу писать животных на картинах из цикла, создававшегося по заказу испанского короля. Вос, кроме того, изображал животных на некоторых картинах Ван Дейка и Вильденса, а Вильденс, в свою очередь, создавал пейзажи в качестве фона для сцен с животными на картинах Воса. 
Вся эта деятельность сделала Поля де Воса уважаемым и коммерчески успешным живописцем. Антверпен входил в то время в состав Испанских Нидерландов, и Вос, как и его ближайшие коллеги, пользовался покровительством влиятельных испанских аристократов. Так, князь д'Аренберг заказал ему не меньше 36 картин, а кардинал Фердинанд Австрийский, младший брат испанского короля, управлявший Испанскими Нидерландами, однажды лично посетил его мастерскую.
15 ноября 1624 года Пауль де Вос женился на Изабелле Вербек, дочери нотариуса. У пары было десять детей, причём крестником одного из них был Рубенс. Мальчика назвали Питером Паулем, в честь крёстного отца. Семья де Вос процветала материально, художником был куплен целый ряд объектов недвижимости в Антверпене. Тем не менее, никто из детей де Воса не стал известным художником, также как и его ученики, из числа которых по именам известны только двое:  Алекс Дэмпс (упомянут в документах в 1627 году) и Ланселот ван Дален (упоминание от 1636 года).
Сегодня работы Пауля де Воса хранятся в многих ведущих музеях мира, включая Государственный Эрмитаж в Санкт-Петербурге (в Эрмитаже, согласно ЭСБЕ, до революции хранилось семь картин де Воса; сегодня в электронном каталоге Эрмитажа их учтено 10; кроме того, 11-я работа, один из безусловных шедевров коллекции, «Мадонна с куропатками», написанная Ван Дейком с участием Воса). Публикуются искусствоведческие работы, специально посвящённые де Восу, а также его сотрудничеству с Рубенсом и Ван Дейком, и вкладу в развитие анималистического жанра. Так, например, предполагается, что анималистические жанровые сцен с дерущимися кошками и лошадьми, отбивающимися от атакующих их волков, которые в дальнейшем неоднократно изображались многими художниками, первым ввёл в моду именно де Вос.

## Галерея

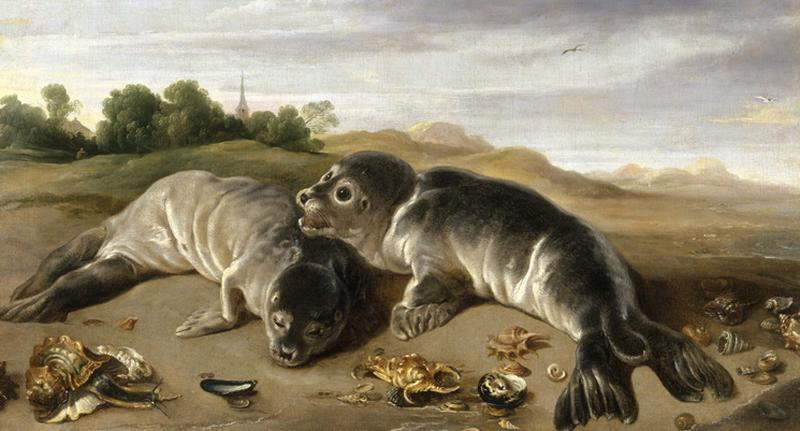
Тюлени на берегу.
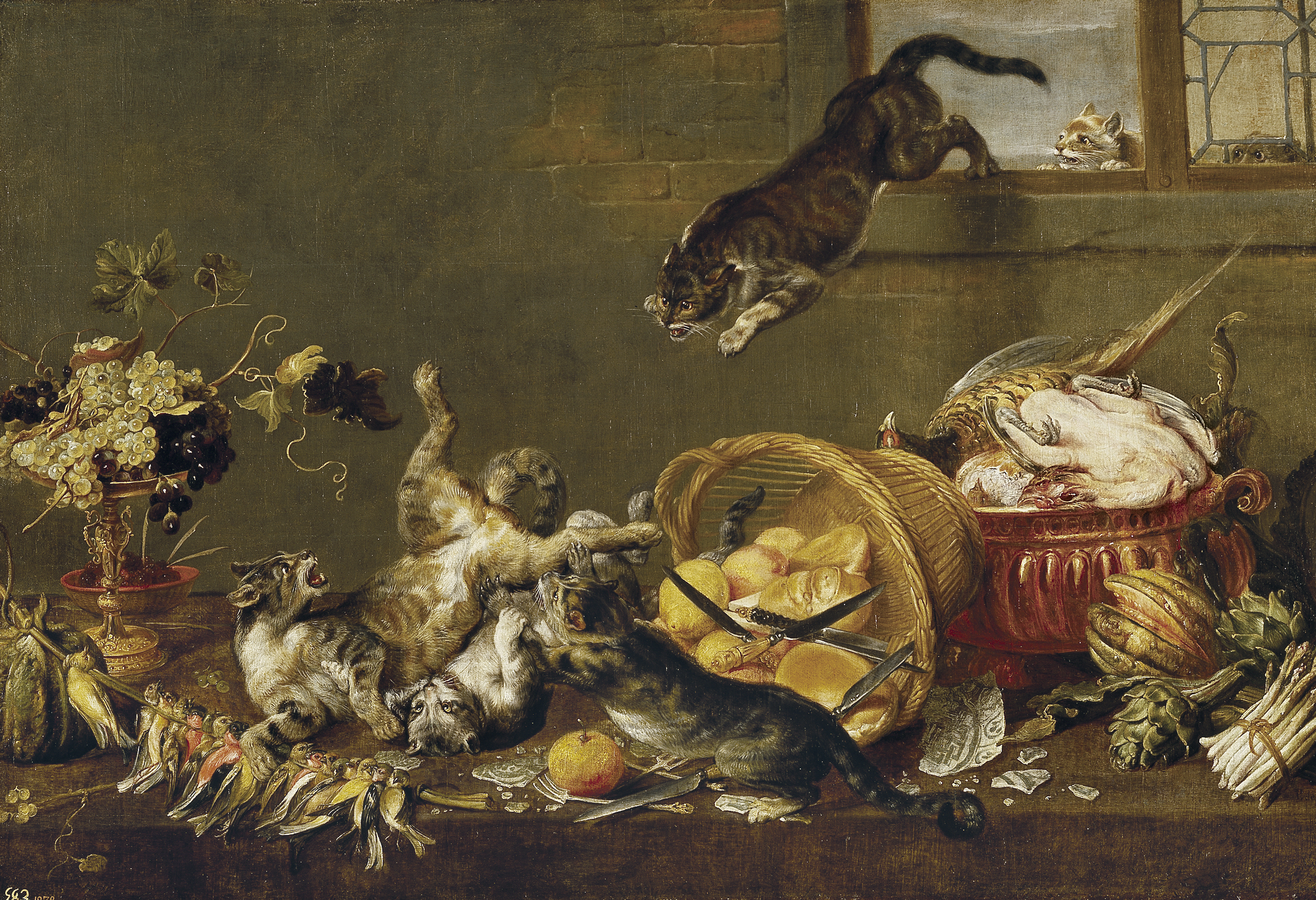
Дерущиеся кошки.
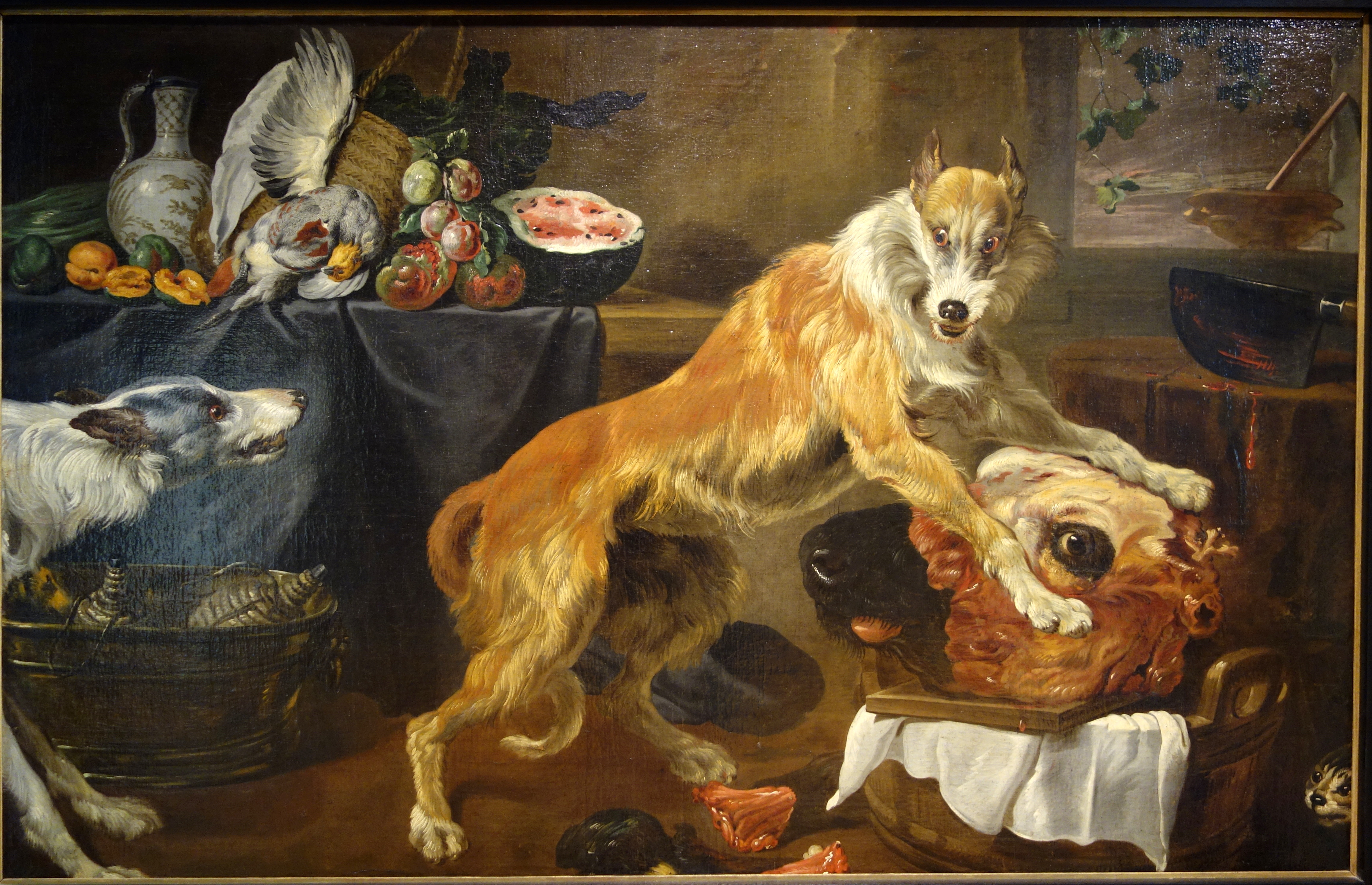
Рычащие собаки.
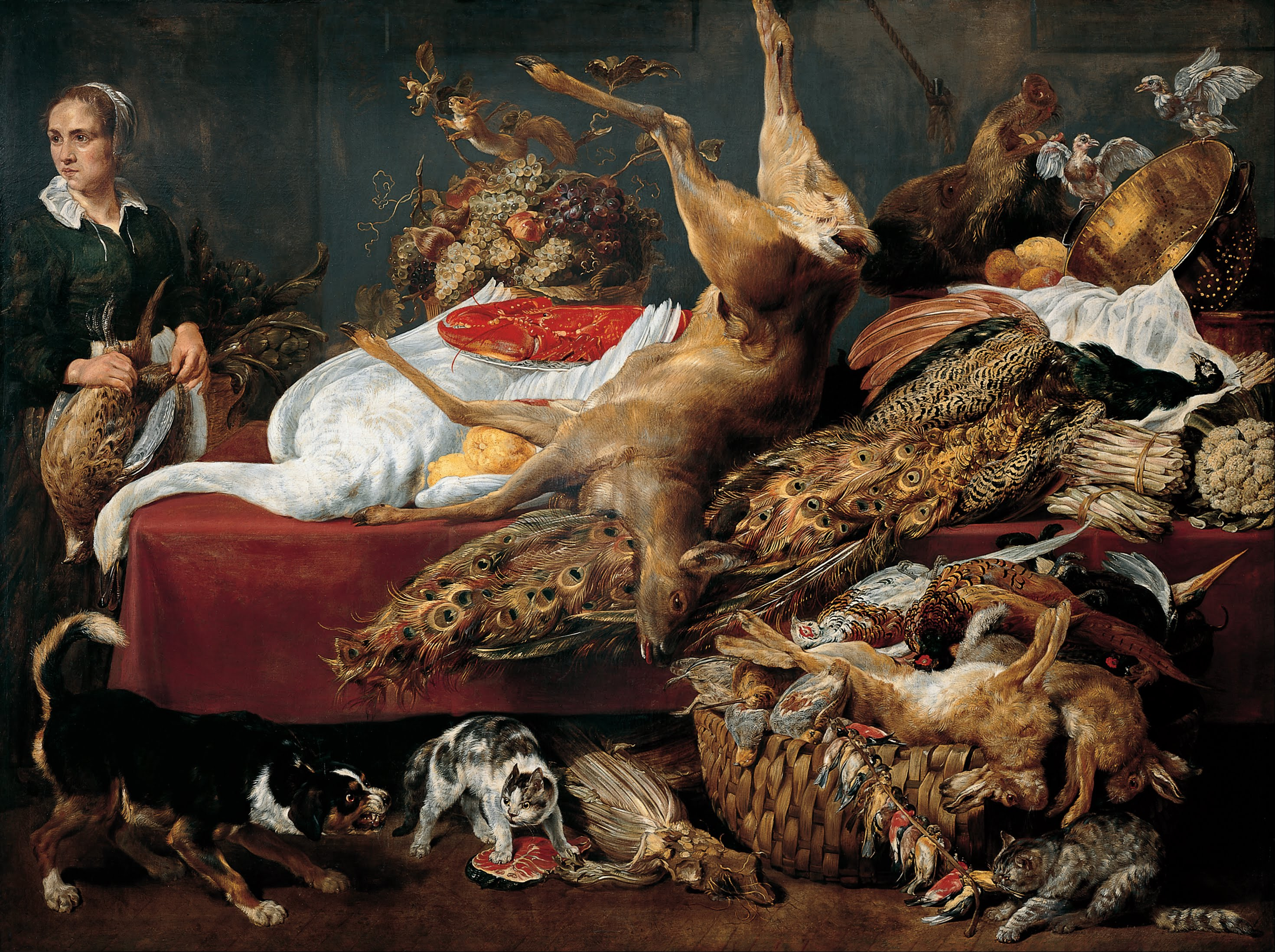
Натюрморт с битой дичью.
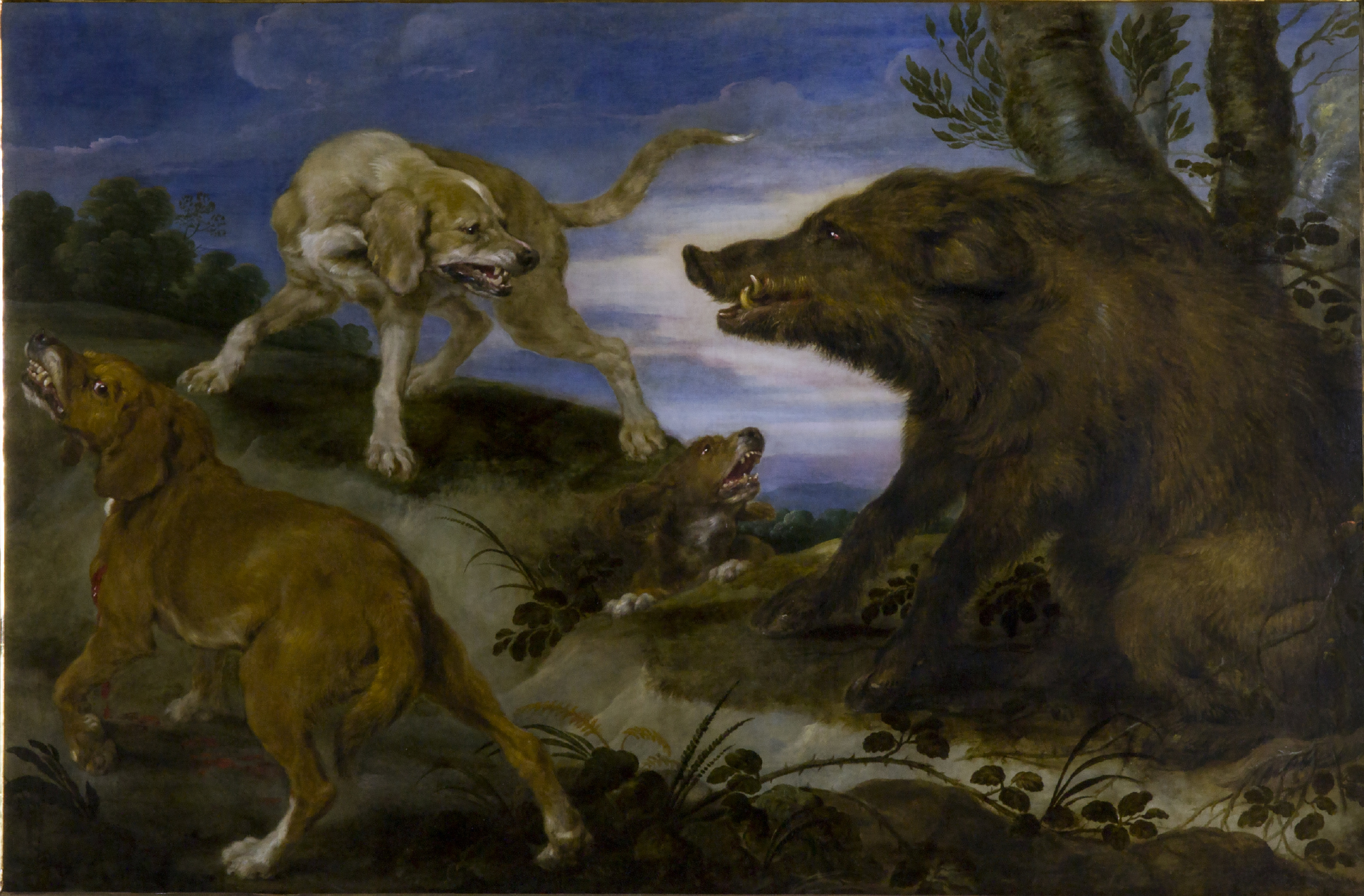
Охота на кабана.
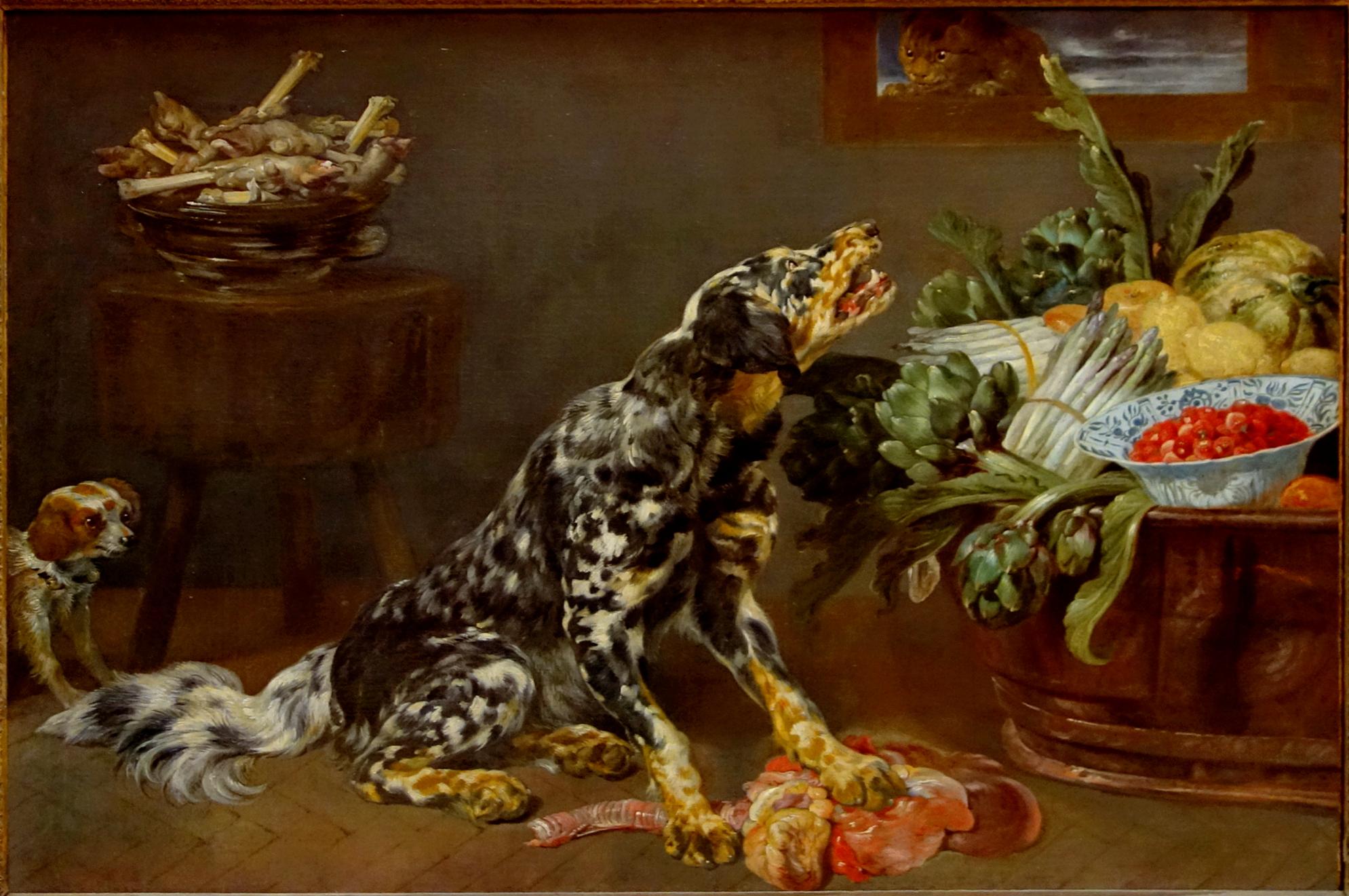
Собака и кот на кухне.
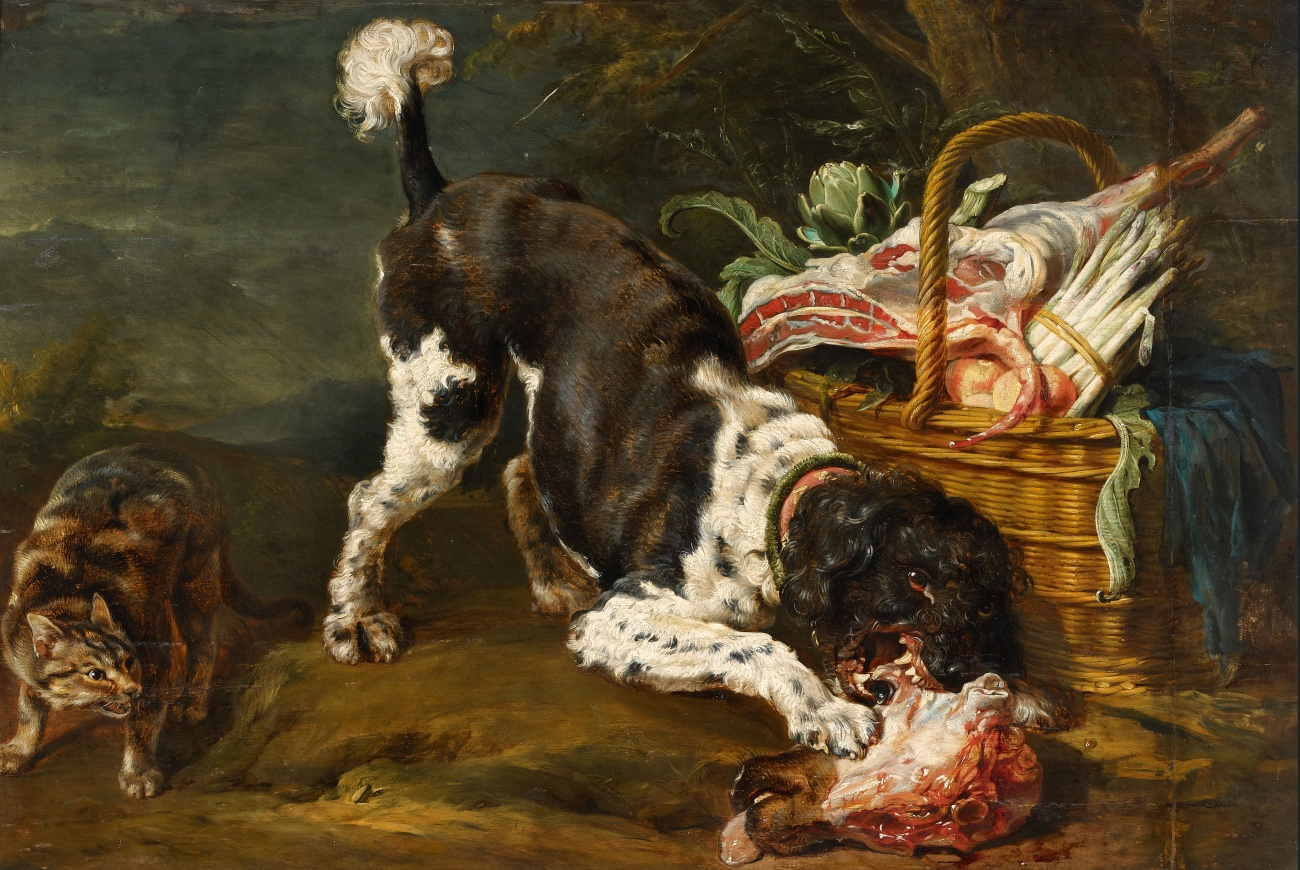
Собака и кот.
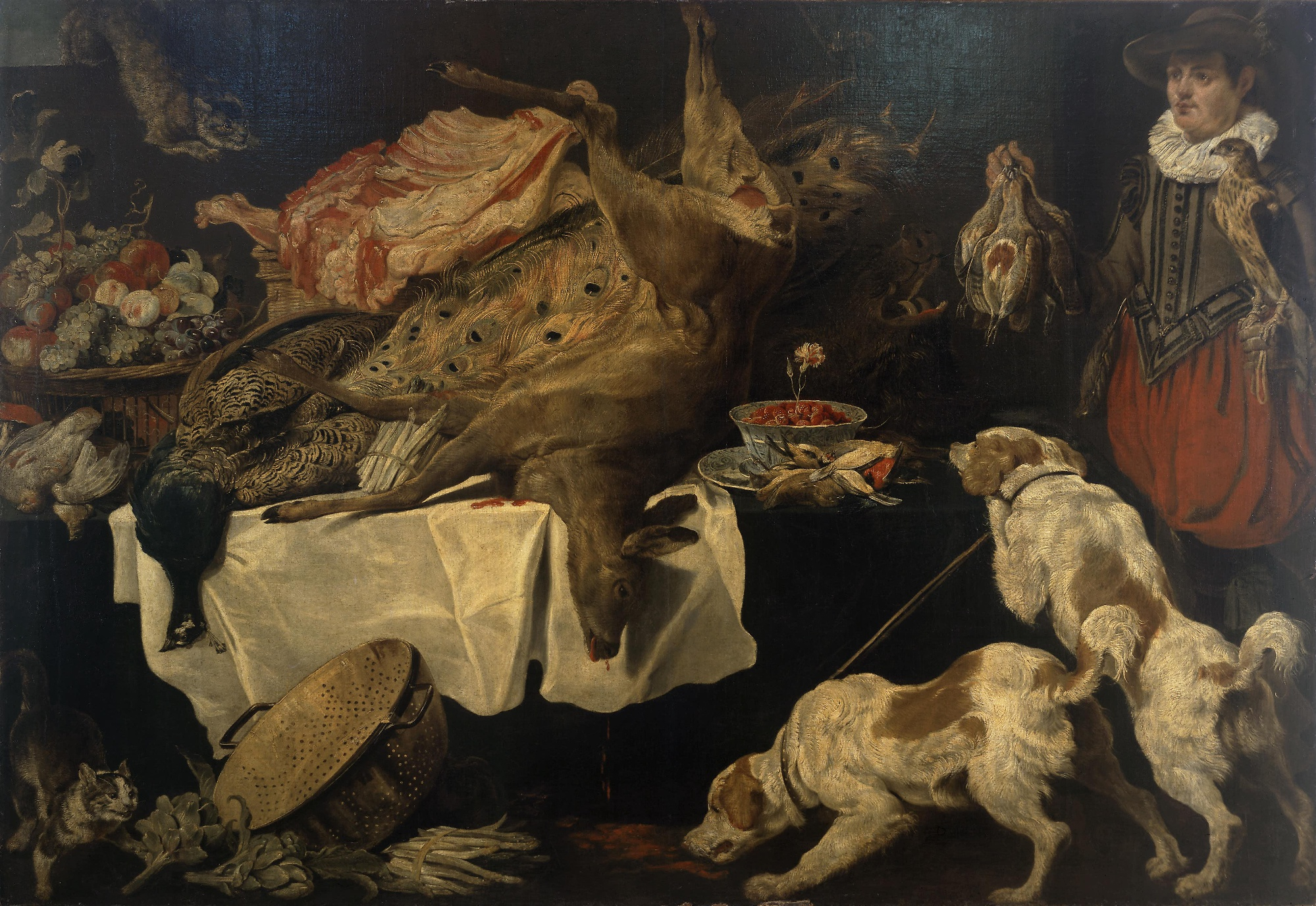
Натюрморт с битой дичью, собаками и кошками.
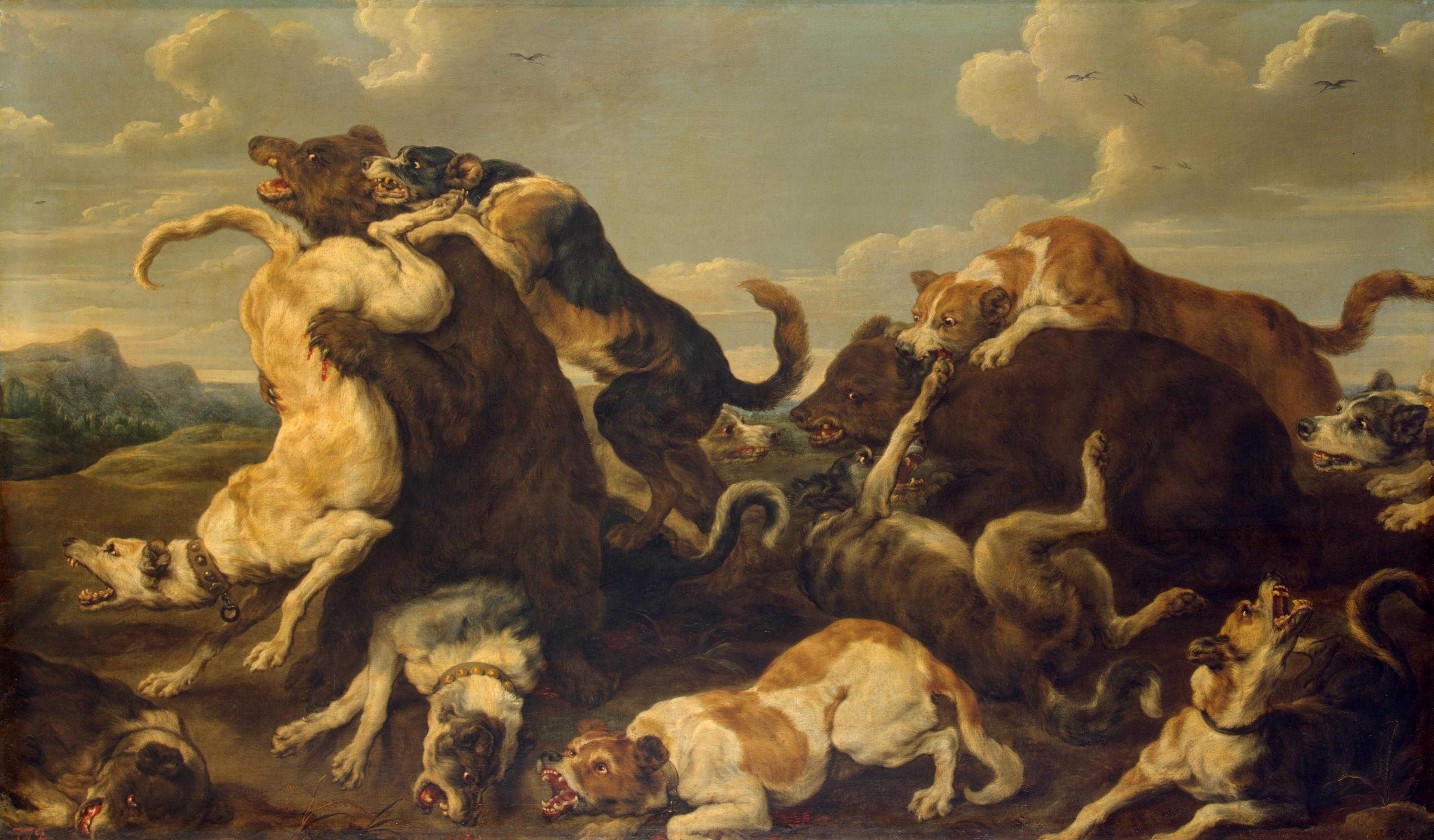
Медвежья охота
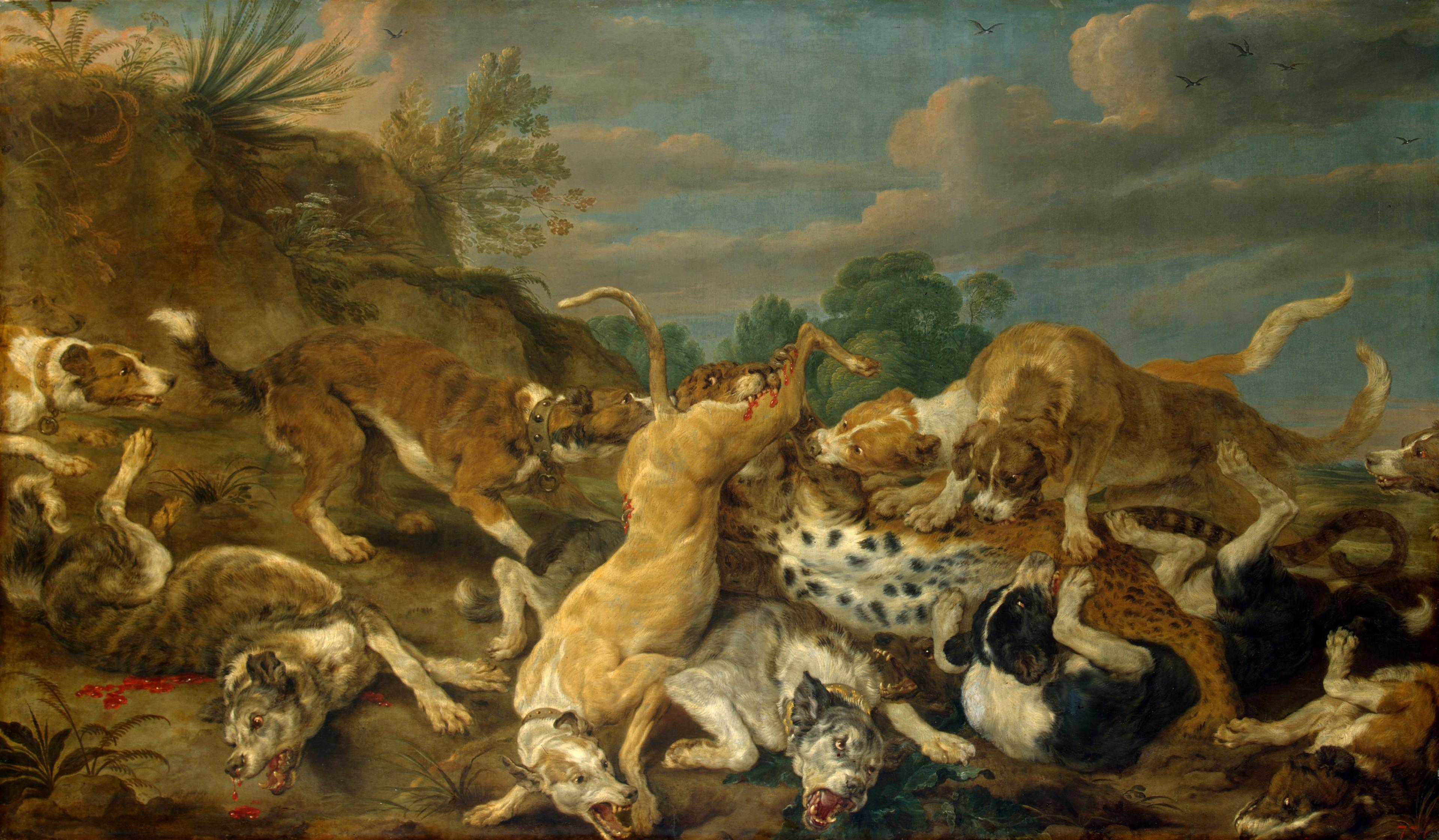
Охота на леопарда
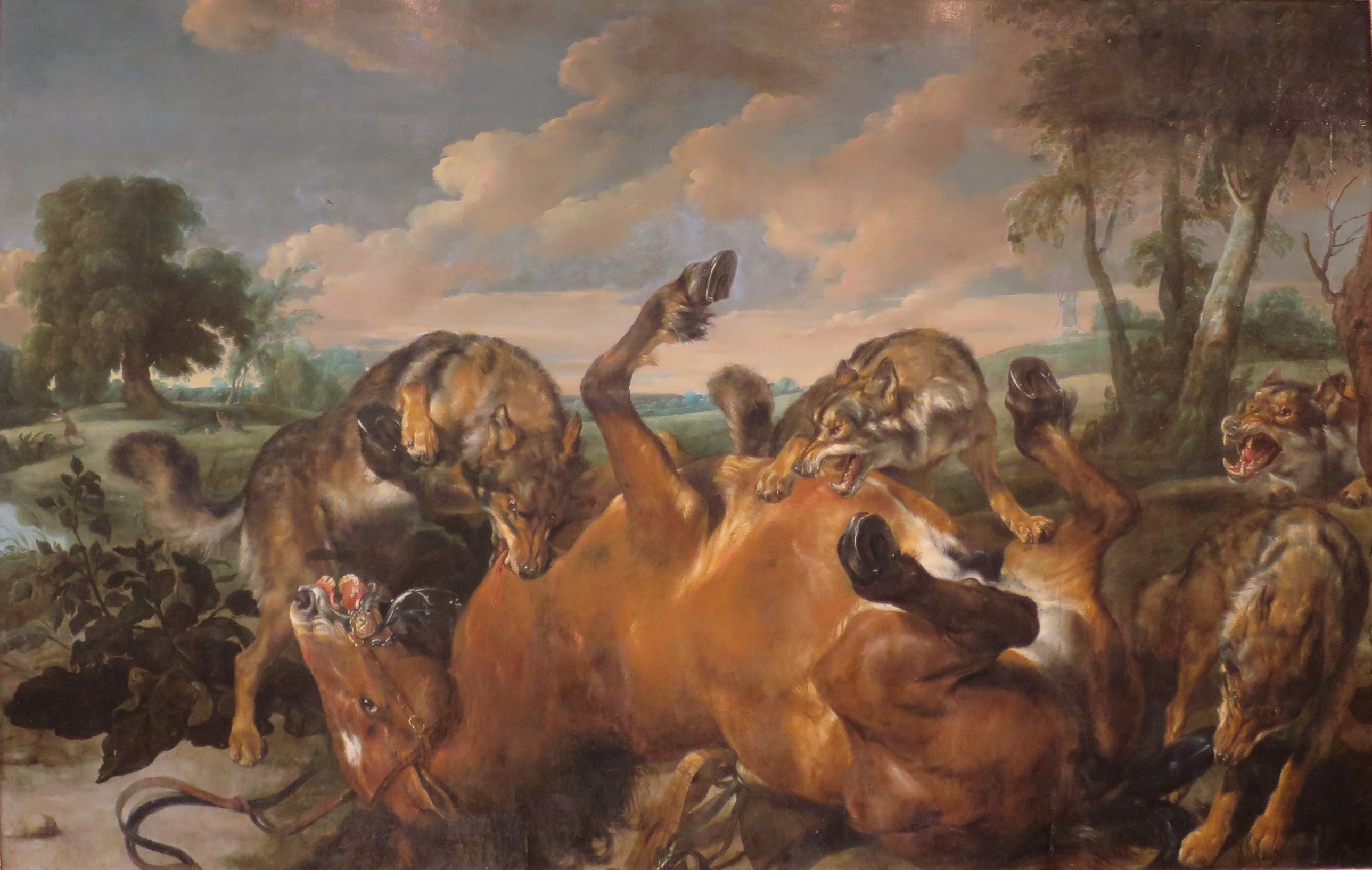
Стая волков атакует коня.
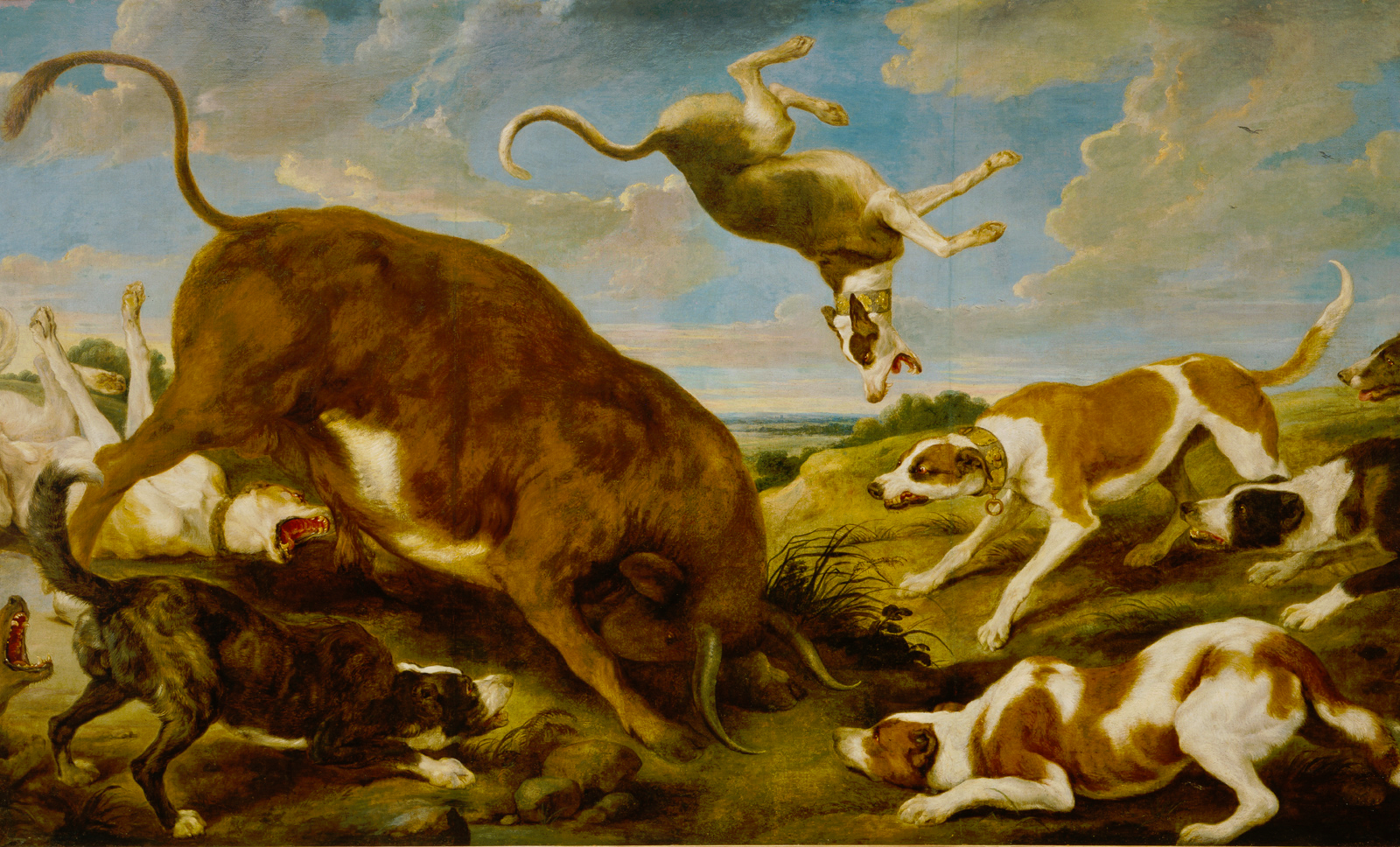
Собаки, атакующие быка.
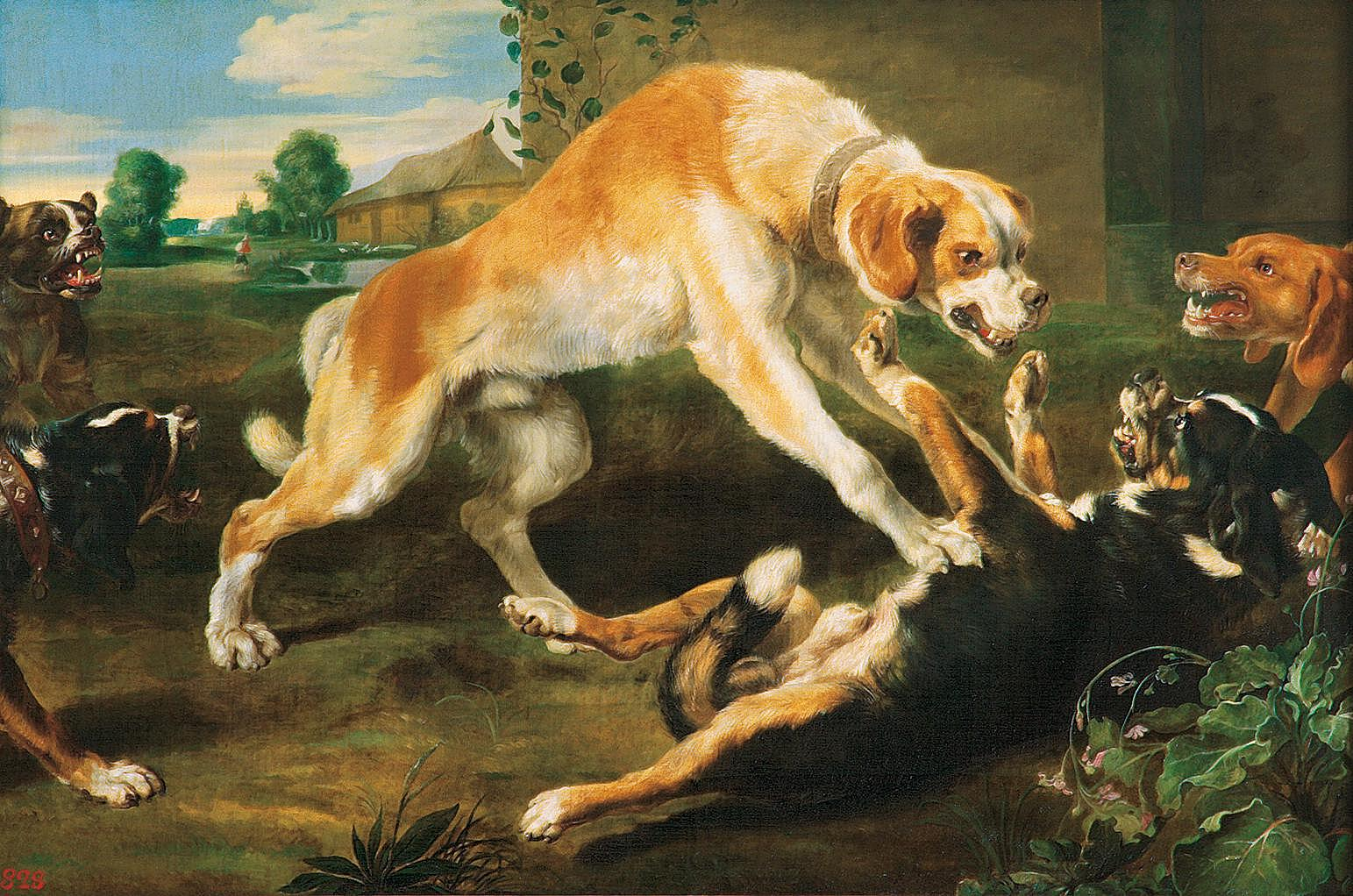
Дерущиеся собаки.